# Tempête tropicale Brenda (1960)
Pour les articles homonymes, voir Brenda.
La tempête tropicale Brenda est la deuxième tempête nommée de la saison 1960 des ouragans dans l'Atlantique. Elle se développe dans le nord-est du golfe du Mexique le 28 juillet et, après avoir débarqué sur la péninsule de Floride, elle atteint le statut de tempête tropicale. Elle s'accélère vers le nord-est le long de la côte est des États-Unis, culminant finalement en une tempête modérée avec des vents de 97 km/h avant de traverser les états mid-atlantic et la Nouvelle-Angleterre. Elle se dissipe le 31 juillet sur le sud du Canada. Brenda inflige des dégâts modérés en Floride, les pires depuis l'ouragan Easy de 1950, et laisse tomber de fortes pluies aussi loin au nord que New York. Ses dégâts totaux s'élèvent à 5 millions de dollars américains et seuls un décès indirect lui sont imputés.

## Évolution météorologique
Une faible dépression qui s'organise dans le nord-est du golfe du Mexique s'intensifie le 28 juillet, alors qu'elle se situe à l'ouest de la baie de Tampa. Au début de sa vie, le système forme une large circulation avec des vents principalement légers, similaires à ceux d'une tempête subtropicale. On estime que la tempête devient une dépression tropicale plus tôt la veille alors qu'elle se déplace vers le nord-est. Elle touche terre le long de la côte de Floride près de Cross City et continue à l'intérieur des terres, accélérant progressivement. Elle atteint le statut de tempête tropicale vers 12h UTC le 28 juillet alors que son centre se situe à l'ouest de Tampa. Le cyclone est nommé Brenda après qu'un avion de reconnaissance confirme qu'elleatteint la force d'une tempête tropicale.
Brenda se dirige vers le nord, longeant les côtes de la Géorgie et de la Caroline du Sud avant de se déplacer vers l'intérieur des terres au-dessus de la Caroline du Nord le 29 juillet. Elle atteint ses vents de pointe de 97 km/h tard ce soir-là, alors qu'elle se trouve au sud de Wilmington. Le lendemain matin, la tempête émerge au-dessus de la baie de Chesapeake en se déplaçant vers le nord-est à environ 30 km/h. Brenda traverse la péninsule de Delmarva et se dirige rapidement vers le sud du New Jersey. La tempête traverse l'état et Brooklyn, New York avant de toucher encore une fois la côte du Connecticut.
Vers 00h UTC le 31 juillet, Brenda traverse le Massachusetts. Peu de temps après, elle perd ses caractéristiques tropicales et se transforme en cyclone extratropical. Elle se dissipe le 1er août dans le sud du Canada. Parce que Brenda est à proximité de la terre pendant la majeure partie de son parcours, elle ne s'intensifie pas au-delà du statut de tempête tropicale.

## Préparatifs et conséquences

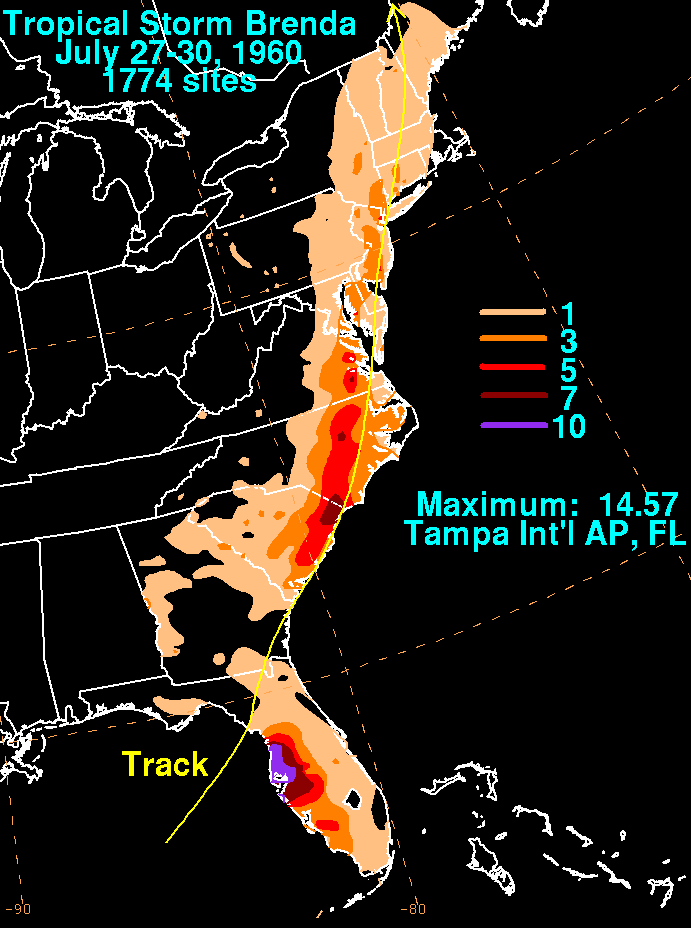
Accumulations totales de pluie avec la tempête pour Brenda aux États-Unis.
(1 pouce = 25,4 mm)

Avant la tempête, des alertes cycloniques et des avertissements de vent sont émis de la Floride au Maine.
Les précipitations de la tempête tropicale Brenda touchent au moins 16 États. Les précipitations les plus fortes tombent dans l'ouest de la Floride, près de Tampa, à l'est du centre de la tempête ; l'aéroport international de Tampa enregistre 370 mm de précipitations. Des inondations importantes se produisent dans le centre-ouest de la péninsule de Floride. Les rafales de vent dépassent 97 km/h, et la tempête génère des vagues hautes de 3 m, entraînant une érosion considérable. Cependant, les marées de tempête ne sont pas graves. Autour de la région de Naples, les effets de Brenda sont principalement légers, bien que les petites installations de bateaux et de quais et les routes subissent des dommages. Une digue privée à Clearwater se brise à deux à deux endroits à cause du cyclone.
Brenda est considérée comme la pire tempête à avoir frappé la région depuis l'ouragan Easy en 1950. Bien qu'aucune victime ne soit directement imputée à la tempête, au moins un décès lié à la circulation a lieu. Selon un rapport du service des catastrophes de la Croix-Rouge américaine couvrant huit comtés de Floride, 11 maisons subissent des dommages importants, tandis que 567 maisons subissent des dommages plus mineurs. Environ 590 familles sont touchées au total. Le total des dommages monétaires s'élève à près de 5 millions de dollars.
Les marées le long des Outer Banks de Caroline du Nord s'élèvent à 0,6 m au-dessus de la normale. Dans et autour de Wilmington, la tempête cause des dommages mineurs aux toits et aux fenêtres de certaines structures en bord de mer. L'alimentation électrique s'interrompt temporairement en raison de la chute de branches d'arbres. De fortes pluies provoquent des inondations dans les ruisseaux et les rivières et, dans certaines régions, les précipitations contribuent à mettre fin à une grave sécheresse. Certains bateaux sont submergés et les vents arrachent le toit d'un chalet à Long Beach. Les fortes pluies et les marées hautes inondent les champs de tabac.
Des pluies modérées s'étendent vers le nord dans les États du Mid-Atlantic, avec des totaux plus légers signalés plus au nord à New York. À New York, 122 mm de précipitations, battant le record journalier de juillet de 97 mm fixé en 1872. Les fortes pluies inondent certaines parties de l'aéroport de LaGuardia. Ailleurs, des rapports de 76 à 126 mm sont notés dans tout le New Jersey, le Delaware, le Maryland et la Virginie. Des vents violents touchent des parties du nord-est des États-Unis, avec des rafales à 89 km/h dans le sud de la Nouvelle-Angleterre. Les marées atteignent 0,9 à 1,22 m au-dessus de la normale dans toute la région. La tempête cause des retards de voyage et fait échouer plusieurs navires, cependant elle inflige peu de dommages graves. La tempête force l'annulation de deux matchs de baseball de la Ligue américaine et le report de plusieurs autres événements sportifs.